# جواش

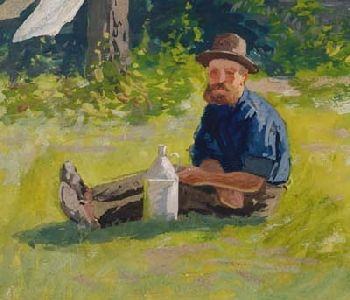

ألوان الغُوَاش أو الجواش (بالفرنسية: Gouache)‏ وتُعرف بالألوان المجسمة وهي من الألوان المائية المعتمة. تُسمّى اللوحة المرسومة بهذه الألوان الغُواشية.

## خواصها
تتميز بخاصية العتامة وذلك نظرا لوجود المادة الرابطة وغالبا ما تكون من اللدائن ويضاف إليها أخضاب بيضاء (مادة مالئة) ليصنع منها ألوان معتمة وهذه المادة المالئة هي التي تجعلها محدودة اللمعان.تتميز بأنها أقل سطوعامن الألوان المائية النقية. يمكن استعمال الغواش أيضا بشكل واسع في الأعمال التجارية المطلوب إعادة إنتاجها في الكتب والمجلات لوجود تصميمات لونية متعددة لهذه الألوان ويمكن الرسم بالغواش على المساحات النظيفة الواسعة وهناك طرق حديثة لاعادة الرسم بالغواش باستعمال مسدسات الرش بالهوائية.

## الاسطح المناسبة للرسم عليها

### الورق
كل أنواع الورق المناسبة للرسم عليها بالألوان المائية تكون صالحة لألوان الغواش بالرسم عليها، وأيضا الورق الداكن (الأسود) للرسم عليه بألوان الغواش كما يمكن استخدام ورق المعلقات وورق المانيلا كما يمكن الرسم أيضا على الورق الخفيف كما في الألوان المائية.

### الأخشاب
يمكن الرسم عليها بالغواش كما يمكن استخدام هنا أيضا الألوان القاتمة كما يمكن الحصول على نتائج جيدة لاستخدام الاسطح الخشبية وتوضع ألوان الغواش في أنابيب وزجاجات.كما أن نفس نفس الفرش والحوامل المستخدمة في الرسم بالألوان المائية هي نفسها يمكن أن تستخدم في ألوان الغواش وخصوصا الفرش المستديرة.